# ليزي ديجنان
ليزي ديجنان (بالإنجليزية: Lizzie Deignan) (و. 1988  م) هي دراجة على المضمار، ودراجة على الطريق، من المملكة المتحدة، شاركت في ألعاب أولمبية صيفية 2012، ودورة ألعاب الكومنولث 2010، وركوب الدراجات في الألعاب الأولمبية الصيفية 2016، ودورة ألعاب الكومنولث 2014.

## سباقات أو مراحل فاز بها
| التاريخ        | السباق                                                              | المركز                                                                 |
| -------------- | ------------------------------------------------------------------- | ---------------------------------------------------------------------- |
| 01 يناير 2007  | Women's British Road Cycling Cup 2007                               |                                                                        |
| 12 مايو 2007   | Omloop van Borsele 2007                                             | الخامس في التصنيف العام                                                |
| 27 يوليو 2008  | Dwars door de Westhoek 2008                                         |                                                                        |
| 25 أبريل 2009  | Omloop van Borsele 2009                                             | الثامن في التصنيف العام                                                |
| 10 مايو 2009   | 2009 Tour de Berne (women's race)                                   | التاسع في التصنيف العام                                                |
| 24 مايو 2009   | Tour de l'Aude Cycliste Féminin 2009                                | الثاني في تصنيف أفضل شاب                                               |
| 20 يونيو 2009  | Ster Zeeuwsche Eilanden 2009                                        | العاشر في تصنيف النقاط، الثاني في تصنيف أفضل شاب                       |
| 27 يونيو 2009  | سباق الطريق للسيدات في بطولة المملكة المتحدة 2009                   |                                                                        |
| 12 يوليو 2009  | طواف إيطاليا للسيدات 2009                                           |                                                                        |
| 12 سبتمبر 2009 | 2009 تور دي آرديش للسيدات                                           |                                                                        |
| 13 سبتمبر 2009 | 2009 Chrono Champenois–Trophée Européen                             | الثامن في التصنيف العام                                                |
| 27 يونيو 2010  | سباق الطريق للسيدات في بطولة المملكة المتحدة 2010                   |                                                                        |
| 14 أغسطس 2010  | 2010 La Route de France                                             | الأول في تصنيف أفضل شاب، الرابع في التصنيف العام                       |
| 26 يونيو 2011  | سباق الطريق للسيدات في بطولة المملكة المتحدة 2011                   |                                                                        |
| 04 مارس 2012   | أوملوب فان هيت هاجيلاند 2012                                        | الأول في التصنيف العام                                                 |
| 11 مارس 2012   | Novilon Euregio Cup 2012                                            |                                                                        |
| 24 مارس 2012   | Gand-Wevelgem féminin 2012                                          |                                                                        |
| 24 يونيو 2012  | سباق الطريق للسيدات في بطولة المملكة المتحدة 2012                   |                                                                        |
| 29 يوليو 2012  | ركوب الدراجات في الألعاب الأولمبية الصيفية 2012 – سيدات سباق الطريق |                                                                        |
| 24 مايو 2013   | Holland Hills Classic 2013                                          |                                                                        |
| 20 يونيو 2013  | سباق الدراجات ضد الساعة للسيدات في بطولة المملكة المتحدة 2013       |                                                                        |
| 23 يونيو 2013  | سباق الطريق للسيدات في بطولة المملكة المتحدة 2013                   |                                                                        |
| 08 سبتمبر 2013 | بويز ليديز تور 2013                                                 | الفائز حسب تصنيف المجموعة                                              |
| 01 يناير 2014  | كأس العالم لسباق الدراجات على الطريق للسيدات 2014                   | الأول في تصنيف النقاط                                                  |
| 09 مارس 2014   | أوملوب فان هيت هاجيلاند 2014                                        | الأول في التصنيف العام                                                 |
| 15 مارس 2014   | روند فان درينثي كأس العالم 2014                                     | الأول في التصنيف العام                                                 |
| 10 يونيو 2014  | 2014 Durango-Durango Emakumeen Saria                                |                                                                        |
| 29 يونيو 2014  | سباق الطريق للسيدات في بطولة المملكة المتحدة 2014                   |                                                                        |
| 20 يوليو 2014  | سباق تورينجيا للسيدات 2014                                          |                                                                        |
| 03 أغسطس 2014  | سباق الطريق للسيدات في ركوب الدراجات في دورة الكومنولث 2014         |                                                                        |
| 09 أغسطس 2014  | RideLondon-Classique 2014                                           |                                                                        |
| 01 يناير 2015  | كأس العالم لسباق الدراجات على الطريق للسيدات 2015                   | الأول في تصنيف النقاط                                                  |
| 06 فبراير 2015 | طواف قطر للسيدات 2015                                               |                                                                        |
| 29 مارس 2015   | تروفيو ألفريدو بيندا كومون دي سيتيجليو 2015                         | الأول في التصنيف العام                                                 |
| 29 مايو 2015   | Holland Hills Classic 2015                                          |                                                                        |
| 07 يونيو 2015  | دراجات فيلادلفيا الكلاسيكية 2015                                    | الأول في التصنيف العام                                                 |
| 28 يونيو 2015  | سباق الطريق للسيدات في بطولة المملكة المتحدة 2015                   |                                                                        |
| 29 أغسطس 2015  | جي بي دي بلواي 2015                                                 | الأول في التصنيف العام                                                 |
| 26 سبتمبر 2015 | 2015 سباق الطريق للسيدات في بطولة العالم لسباق الدراجات على الطريق  |                                                                        |
| 01 يناير 2016  | طواف العالم للدراجات للسيدات 2016                                   |                                                                        |
| 27 فبراير 2016 | طواف نيوشبلاد للسيدات 2016                                          | الأول في التصنيف العام                                                 |
| 05 مارس 2016   | ستراد بينك للسيدات 2016                                             | الأول في التصنيف العام                                                 |
| 20 مارس 2016   | تروفيو ألفريدو بيندا كومون دي سيتيجليو 2016                         | الأول في التصنيف العام                                                 |
| 03 أبريل 2016  | طواف فلاندرز للسيدات 2016                                           | الأول في التصنيف العام                                                 |
| 27 مايو 2016   | Holland Hills Classic 2016                                          |                                                                        |
| 19 يونيو 2016  | طواف السيدات 2016                                                   | الأول في التصنيف العام، الثالث في تصنيف الجبال، الرابع في تصنيف النقاط |
| 29 أبريل 2017  | طواف يوركشاير للسيدات 2017                                          | الأول في التصنيف العام                                                 |
| 25 يونيو 2017  | سباق الطريق للسيدات في بطولة المملكة المتحدة 2017                   |                                                                        |
| 26 أغسطس 2017  | جي بي دي بلواي 2017                                                 | الأول في التصنيف العام                                                 |
| 15 يونيو 2019  | طواف السيدات 2019                                                   | الأول في التصنيف العام، الأول في تصنيف النقاط، العاشر في تصنيف الجبال  |
| 01 يناير 2020  | طواف العالم للدراجات للسيدات 2020                                   | الأول في تصنيف النقاط                                                  |
| 26 أغسطس 2020  | جي بي دي بلواي 2020                                                 | الأول في التصنيف العام، الثاني في تصنيف النقاط                         |
| 29 أغسطس 2020  | سباق لو تور دو فرانس 2020                                           | الأول في التصنيف العام، الأول في تصنيف النقاط                          |
| 04 أكتوبر 2020 | لييج-باستون-لييج للسيدات 2020                                       | الأول في التصنيف العام، الأول في تصنيف النقاط                          |
| 11 أكتوبر 2020 | غنت-وفلجم للسيدات 2020                                              | الأول في تصنيف النقاط، الثامن في التصنيف العام                         |
| 18 أكتوبر 2020 | طواف فلاندرز للسيدات 2020                                           | الأول في تصنيف النقاط                                                  |
| 20 أكتوبر 2020 | ثلاثة أيام من دي بان للسيدات 2020                                   | الأول في تصنيف النقاط                                                  |
| 08 نوفمبر 2020 | سباق سيراتزيت تشالنج 2020                                           |                                                                        |
| 06 يونيو 2021  | تور دي سويس للسيدات 2021                                            | الأول في التصنيف العام، الأول في تصنيف الجبال، الأول في تصنيف النقاط   |
| 02 أكتوبر 2021 | باريس روبيه للسيدات 2021                                            | الأول في التصنيف العام                                                 |
| 09 يونيو 2024  | 2024 Tour of Britain Women                                          | الأول في تصنيف الجبال، السابع في التصنيف العام                         |
| 23 يونيو 2024  | 2024 Great Britain National Road Cycling Championships - Women RR   |                                                                        |

## روابط خارجية
- ليزي ديجنان على موقع الاتحاد الدولي للدراجات (الإنجليزية)
- ليزي ديجنان على موقع أرشيف الدراجات (الإنجليزية)
- ليزي ديجنان على موقع إحصائيات الدراجات الإحترافية (الإنجليزية)
- ليزي ديجنان على موقع نسبة الدراجات (الإنجليزية)
- ليزي ديجنان على موقع CycleBase (الإنجليزية)
- ليزي ديجنان على موقع اللجنة الأولمبية الدولية (الإنجليزية)
- ليزي ديجنان على موقع أوليمبيديا (الإنجليزية)
- ليزي ديجنان على موقع اللجنة الأولمبية البريطانية (الإنجليزية)
- ليزي ديجنان على موقع اتحاد ألعاب الكومنولث (مؤرشف) (الإنجليزية)